# Liloan (Southern Leyte)
Liloan ist eine philippinische Stadtgemeinde in der Provinz Southern Leyte auf den Inseln Leyte und Panaon. Sie hat 23.981 Einwohner (Zensus 1. August 2015), die in 24 Barangays leben. Die Gemeinde wird als teilweise urban beschrieben. Liloan liegt etwa 25 km östlich der Provinzhauptstadt Maasin City und ist von dort mit rund 112 km Strecke via den Maharlika Highway über die Gemeinde Sogod erreichbar.

## Barangays & Puroks
| - Amaga - Anilao - Bahay - Cagbungalon - Cali-an - Caligangan - Catig/Caritas Village - Candayuman - Estela | - Fatima - Gud-an - Guintoylan - Himayangan - Ilag - Magaupas - Malangza - Molopolo - Pandan | - Poblacion - Pres. Quezon (Maugoc) - President Roxas (Nailong) - Lapu-Lapu - Diego Silang - Dagohoy - San Isidro - San Roque - Tabugon |